# Interés minoritario
El interés minoritario es la porción de la utilidad o pérdida neta del ejercicio y del resto del capital contable de las subsidiarias consolidadas, que es atribuible a accionistas ajenos a la compañía controladora, los cuales poseen la menor cantidad de acciones en una entidad comercial.